# Locha
Locha là một chi bướm đêm trong họ Geometridae.

## Các loài
- Locha hyalaria (Herrich-Schäffer, [1855])
- Locha hyalina (Walker, 1854)
- Locha panopea (Thierry-Mieg, 1892)
- Locha phocusa (Druce, 1893)
- Locha posthumaria (Herrich-Schäffer, [1855])